# يوهيني هوتاروفيتش
يوهيني هوتاروفيتش (بالروسية: Гутарович, Евгений Эдуардович)‏ (و. 1983  م) هو راكب دراجة هوائية، من روسيا البيضاء، ولد في مينسك، شارك في طواف إسبانيا، وسباق طواف فرنسا 2012، وألعاب أولمبية صيفية 2012، وطواف فرنسا، وطواف إسبانيا 2014، يلعب كعداء دراجات ‏.

## روابط خارجية
- يوهيني هوتاروفيتش على موقع الاتحاد الدولي للدراجات (الإنجليزية)
- يوهيني هوتاروفيتش على موقع أرشيف الدراجات (الإنجليزية)
- يوهيني هوتاروفيتش على موقع إحصائيات الدراجات الإحترافية (الإنجليزية)
- يوهيني هوتاروفيتش على موقع نسبة الدراجات (الإنجليزية)
- يوهيني هوتاروفيتش على موقع CycleBase (الإنجليزية)
- يوهيني هوتاروفيتش على موقع أوليمبيديا (الإنجليزية)